# 이소노카미진구 신궁

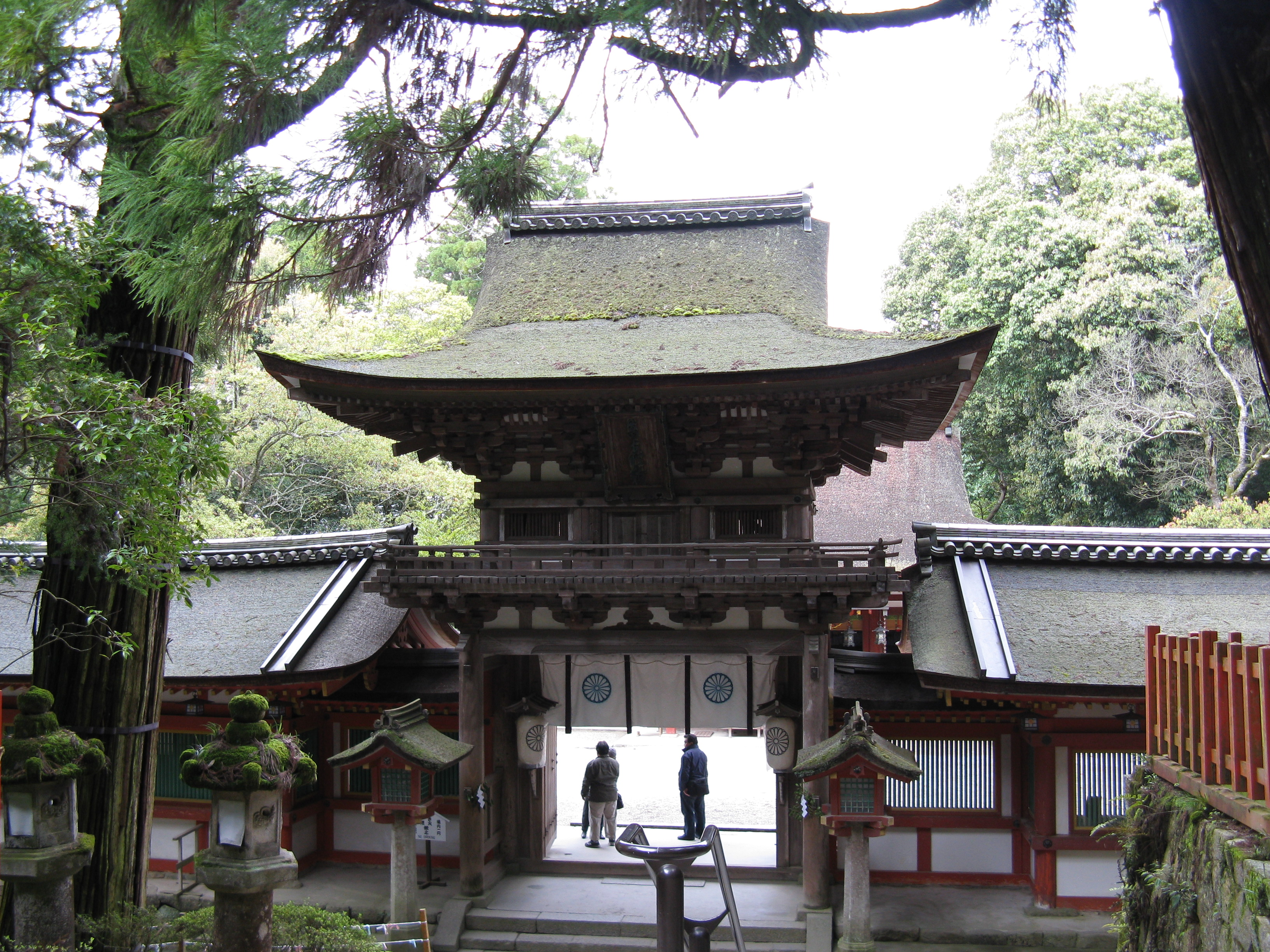
이소노카미진구 신궁

이소노카미진구 신궁(일본어: 石上神宮 이소노카미진구[*]) 또는 이소노카미 신궁은 나라현 덴리시에 위치한 신사이다.

## 기타
칠지도를 보관하고 있다.

## 같이 보기
- 칠지도
- 신궁 (신토)